# Barney Frank
Barnett "Barney" Frank (Bayonne (Nova Jérsei), 31 de março de 1940) é um político norte-americano. É congressista (membro da Câmara dos Representantes dos Estados Unidos), representando o quarto distrito congressual de Massachusetts, desde 1981 e membro do Partido Democrata. Em 1982, obteve o seu primeiro mandato completo, tendo sido reeleito desde então por amplas margens. Em 1987 ele se tornou o segundo membro da Câmara dos Representantes abertamente gay, e se tornou um dos mais proeminentes políticos abertamente gay dos Estados Unidos. Em 2007, Frank se tornou o presidente do Comitê de Serviços Financeiros e Habitação (quando o Partido Democrata conquistou a maioria na Câmara dos Representantes). O comitê supervisiona o setor bancário e de habitação.
Frank é amplamente considerado como sendo um dos mais poderosos membros do Congresso. Ele foi descrito como "um dos mais brilhantes e mais enérgicos defensores das questões de direitos civis", e "uma peça chave, uma rara ponte entre a ala esquerdista da base de seu partido e [...] os conservadores do mercado livre."
| “ | Estou acostumado a ser minoria. Sou judeu, gay e canhoto. | ” |